# Weichhaariger Hohlzahn
Der Weichhaarige Hohlzahn oder Flaum-Hohlzahn (Galeopsis pubescens) ist eine Pflanzenart in der Familie der Lippenblütler (Lamiaceae). Er kommt in Mitteleuropa zerstreut bis verbreitet vor und blüht von Juli bis September.

## Erscheinungsbild

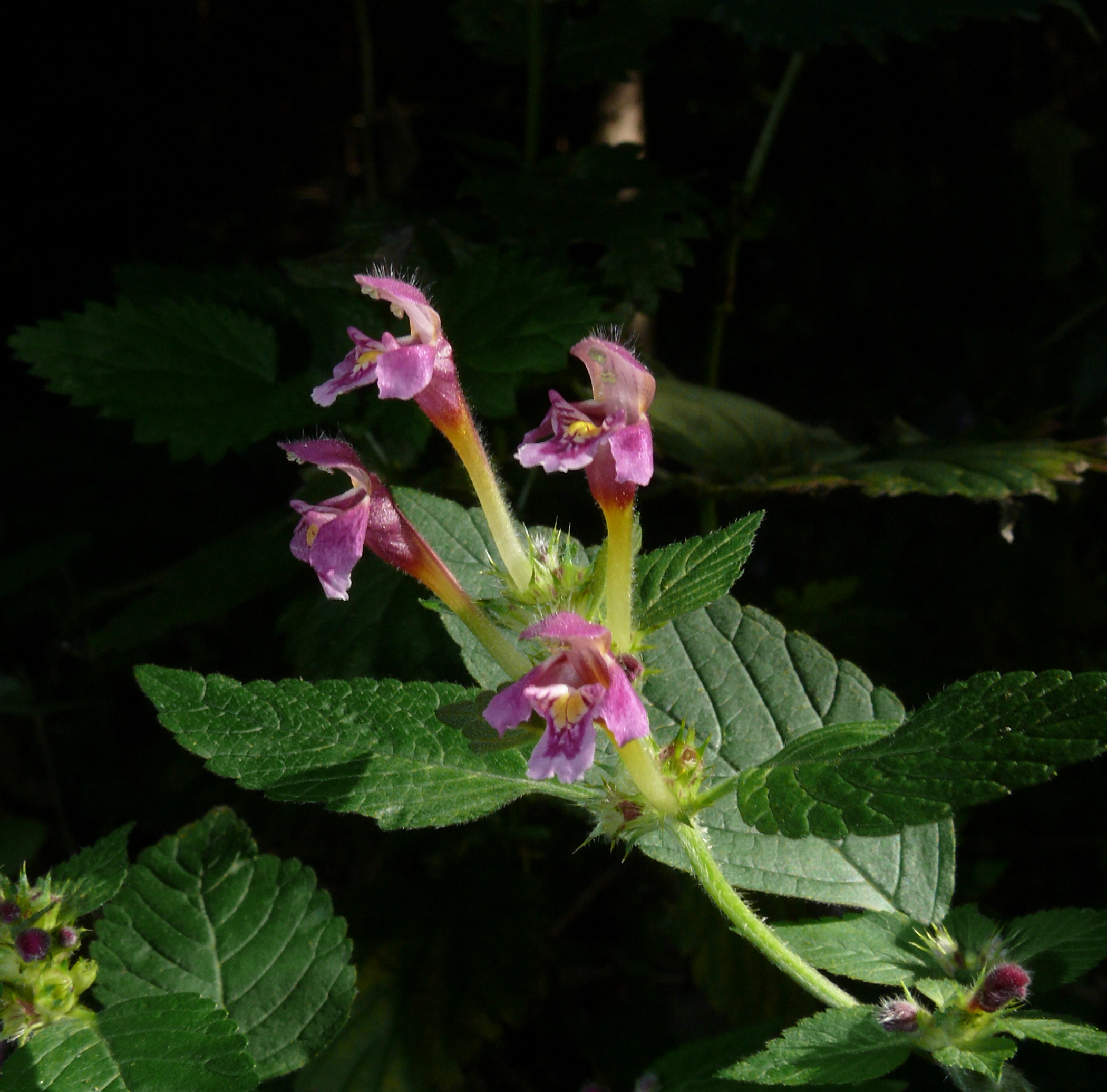
Blüten

Die einjährige krautige Pflanze erreicht eine Wuchshöhe von 30 bis 60 cm. Der Stängel ist dünn, aufrecht, ausgebreitet ästig und manchmal doppelt verzweigt. An den Knoten ist er sowohl mit weichen Borstenhaaren als auch mit angedrückten Flaumhaaren und schwarzköpfigen Drüsenhaaren besetzt. Die Laubblätter sind eiförmig-herzförmig gestaltet, weichhaarig bis drüsig und jederseits mit 12 bis 14 Sägezähnen ausgestattet. Sie besitzen einen ca. 1 bis 4 cm langen Stiel und sind 3 bis 7 cm lang bzw. 1,5 bis 4 cm breit.
Die Blüten sitzen in dichten Scheinquirlen mit verdornten, ziemlich langen Vorblättern. Die Kelchzähne sind lang stachelspitzig. Die Kronröhre ist gelblich und etwa 1,5 bis 2 cm lang. Die Krone ist purpurn-rosa gefärbt, die Unterlippe besitzt eine purpurne Gitterzeichnung und einen dottergelben Schlundfleck. Die Oberlippe ist meist hellrot, etwas zottig behaart und stark gewölbt. Es kommt selten vor, dass die Krone gänzlich gelb ist.
Die Chromosomenzahl beträgt 2n = 16.

## Verbreitung und Standortansprüche
Der Weichhaarige Hohlzahn wächst in unkrautigen Gesellschaften, Waldschlägen, Gebüschen und an Bach- und Flussufern. Er bevorzugt mehr oder weniger frische, nährstoffreiche, oft kalkfreie Lehm- und Sandböden. Er kommt in Mitteleuropa gern in Gesellschaften der Ordnung Glechometalia hederaceae und in denen der Verbände Arction lappae, Atropion oder Bidention tripartitae vor.
Galeopsis pubescens kommt vom Ost- bis Mitteleuropa, Südostfrankreich und Oberitalien und auch im Kaukasus vor.   Er besitzt insgesamt vorwiegend östlichen Verbreitungscharakter. Er ist ein gemäßigt-kontinental-submediterranes Florenelement. Es gibt Fundangaben von Frankreich, der Schweiz, Deutschland, Österreich, der früheren Tschechoslowakei, Polen, Ungarn, dem früheren Jugoslawien, Albanien, Griechenland, Bulgarien, Rumänien, der Ukraine, Belarus, dem nordwestlichen europäischen Russland und dem Kaukasusraum.
In der Schweiz kommt der Weichhaarige Hohlzahn häufiger nur in Graubünden und dem Tessin vor. Sonst ist er sehr selten.
Die ökologischen Zeigerwerte nach Landolt et al. 2010 sind in der Schweiz: Feuchtezahl F = 3 (mäßig feucht), Lichtzahl L = 3 (halbschattig), Reaktionszahl R = 3 (schwach sauer bis neutral), Temperaturzahl T = 4 (kollin), Nährstoffzahl N = 4 (nährstoffreich), Kontinentalitätszahl K = 2 (subozeanisch).
Der Weichhaarige Hohlzahn ist im östlichsten Deutschland und in Bayern verbreitet zu finden. Darüber hinaus tritt er nur sehr vereinzelt und selten auf.

## Synonyme und Unterarten
Der Weichhaarige Hohlzahn ist sehr eng mit dem Gemeinen Hohlzahn (Galeopsis tetrahit) verwandt. Vielfach werden Zwischenformen dieser beiden Art beobachtet, die in der Literatur manchmal als Galeopsis tetrahit var. fallax beschrieben werden.
In Österreich werden folgende zwei Unterarten unterschieden:
- Gewöhnlicher Flaum-Hohlzahn (Galeopsis pubescens subsp. pubescens) mit purpurroter Krone mit gelbem Schlund. In Österreich ist die Unterart Gewöhnlicher Flaum-Hohlzahn (Galeopsis pubescens subsp. pubescens) im Osten – außer im pannonischen Gebiet, wo sie nur selten auftritt – meist häufig zu finden, nach Westen zu jedoch deutlich seltener werdend.
- Murr-Flaum-Hohlzahn (Galeopsis pubescens subsp. murriana) mit weißer oder gelblicher Krone, die oft eine violette Zeichnung auf dem Mittellappen der Unterlippe aufweist. Die Unterart Murr-Flaum-Hohlzahn (Galeopsis pubescens subsp. murriana) tritt in Niederösterreich, der Steiermark, Salzburg und Ost-Tirol häufig auf.[6]